# 池上運河
池上運河（いけがみうんが）は、神奈川県川崎市川崎区に存在する運河。京浜工業地帯である川崎区南側の埋立地を通っている。

## 地理

### 隣接している区画・運河

#### 区画
- 水江町
- 扇町
- 浅野町
- 池上町

#### 運河
- 水江運河
- 浅野運河
- 京浜運河

浅野運河・水江運河・桜堀運河とは池上運河の北端で、京浜運河とは池上運河の南端で隣接している。

## 命名由来
隣接する区画「池上町」に由来する。

## 船舶関連
京浜運河との合流点あたりは、「京浜運河第2区」として横浜海上保安部の管轄下にある。信号次第では、この運河から京浜運河に出る事が一時的になる場合がある。
座標: 北緯35度30分30秒 東経139度43分53秒 / 北緯35.50833度 東経139.73139度